# اسقف (کمیک)
اسقف (به انگلیسی: Bishop) یک شخصیت تخیلی و ابرقهرمانانه در کتاب‌های کامیک می‌باشد. این کاراکتر به دست ویلچه پورتچیو و جیم لی خلق شده و در مردان-اکس غیرطبیعی شماره ۲۸۲ام (نوامبر ۱۹۹۱) معرفی شد.
جدا از کتاب‌های کامیک، شرکت مارول از اسقف در دیگر کالاهای خود از جمله پوشاک، اسباب‌بازی، ورق بازی، انیمیشن‌های تلویزیونی و بازی‌های رایانه‌ای استفاده کرده است.
عمر سی، نقش اسقف را در فیلم سینمایی مردان-اکس: روزهای گذشته آینده (سال ۲۰۱۴) بازی کرده است.
او که قدرت‌هایش شامل جذب انرژی و تغییر مسیر دادنش، قدرت‌های ابرانسانی، قدرت حدس زدن موقعیت محل می‌شود، عضو گروه‌هایی چون مردان اکس، وان، مجریان امنیت اگزویر، اینترپل، دوازده و ان‌وای‌پی‌دی می‌باشد.